# Euxoa moerens
Euxoa moerens là một loài bướm đêm trong họ Noctuidae.